# 三硫化氢
三硫化氢（别名三硫化二氢、三硫烷）是一种无机化合物，化学式为H2S3。它是浅黄色挥发性的液体，有樟脑样的气味。它迅速分解为硫化氢和硫。它可由多硫化物的酸化，再经蒸馏得到。在无水条件下，液态硫化氢和溴于−70 °C按化学计量比反应也可得到产物：
3 H2S + 2 Br2 → H2S3 + 4 HBr